# Platičevo
Platičevo (v srbské cyrilici Платичево) je obec v západní části srbské Vojvodiny, administrativně spadající do Sremského okruhu. Prochází tudy železniční trať Ruma-Zvornik a zároveň hlavní silnice spojující Šabac a Novi Sad. V roce 1991 měla obec celkem 2809 obyvatel.